# Renato Teixeira
Renato Teixeira de Oliveira (Santos, 20 maggio 1945) è un cantautore brasiliano.

## Biografia
Esponente del folk rock legato alla cultura e al dialetto caipira, Teixeira è autore di numerose canzoni di successo, prima fra tutte Romaria, di cui una famosa versione cover è contenuta nell'album Elis del 1977 di Elis Regina. Altre canzoni fortunate sono state Dadá Maria (in duetto con Gal Costa) e Tocando em frente (in duetto con Almir Sater), cantata in seguito anche da Maria Bethânia.
Nel 2015 ha vinto il Latin Grammy per il CD/DVD Amizade Sincera II registrato con Sérgio Reis.

## Discografia
- 1969 - Maranhão e Renato Teixeira
- 1971 - Álbum de Família
- 1973 - Paisagem
- 1978 - Romaria
- 1979 - Amora
- 1980 - Garapa
- 1981 - Uma Doce Canção
- 1982 - Um Brasileiro Errante
- 1984 - Azul
- 1985 - Terra Tão Querida
- 1986 - Renato Teixeira
- 1990 - Amizade Sincera
- 1992 - Ao Vivo em Tatuí
- 1995 - Aguaraterra
- 1996 - Sonhos Guaranis
- 1997 - Um Poeta e Um Violão
- 1998 - Ao Vivo no Rio
- 2000 - Alvorada Brasileira
- 2000 - O Novo Amanhece
- 2002 - Cantoria Brasileira
- 2003 - Cirandas, Folias e Cantigas do Povo Brasileiro
- 2004 - Renato Teixeira e Rolando Boldrin
- 2007 - Ao Vivo No Auditório Ibirapuera
- 2010 - Amizade Sincera (con Sérgio Reis)